# Templo de la Compañía de Jesús (Cochabamba)
El Templo de la Compañía de Jesús es un templo católico patrimonial de la ciudad de Cochabamba en Bolivia ubicado en la calle Baptista de esta ciudad muy cerca de la Plaza 14 de septiembre.

## Contexto
La Compañía de Jesús fue fundada como una orden religiosa en el siglo XVI por San Ignacio de Loyola: sus miembros, conocidos como jesuitas, llegaron a Cochabamba durante el período colonial y construyeron el Templo de la Compañía de Jesús.

## Historia
La construcción del templo se inició en el año 1717 concluyéndose en 1745. En 1892 se modificó la edificación colonial introduciéndose elementos neogóticos. En 1958 se remodeló la fachada y el interior, obra a cargo del arquitecto catalán Jordi Bonet Armengol. En esta intervención el púlpito tallado de madera y revestido con pan de oro de estilo barroco mestizo fue trasladado a la Iglesia de San Idelfonso en Quillacollo, donde actualmente se encuentra.

## Características

### Planta
El templo es de planta basilical, con cúpula en el crucero sobre pechinas, ubicándose en su centro un Cristo Crucificado, la nave central está cubierta con una bóveda de cañón corrido sobre arcos fajones y las naves laterales con tres cúpulas a cada lado. Esta estructura de cubiertas con bóvedas y cúpulas se asemeja a las cubiertas del templo de San Francisco en la ciudad de La Paz

### Fachada
La fachada principal es simétrica, cuenta con un balcón frontal que colinda con el coro alto, la portada de acceso está conformada por un arco de medio punto decorado con cuadrifolias, tiene dos espadañas que albergan las campanas, el repique se activa desde un  sistema mecánico.

## Arte sacro
En su interior se resguarda una de las joyas más notables del arte cristiano cochabambino, se trata de la urna del Señor del Santo Sepulcro, obsequiada por Doña Albina Patiño, esposa del conocido barón del estaño Simón I Patiño: la imagen es custodiada por la hermandad de los Caballeros del Santo Sepulcro.